# Leberecht Dreves

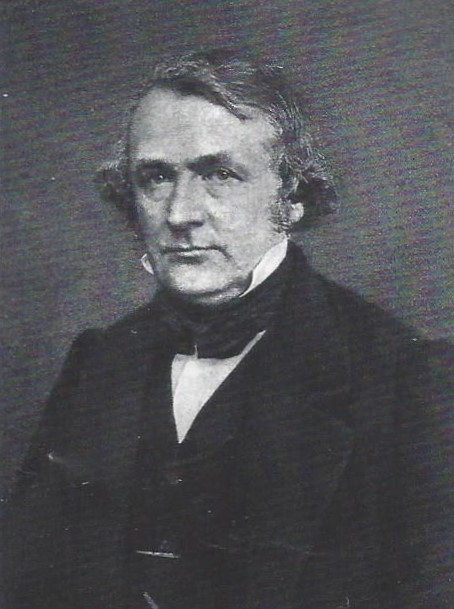
Leberecht Dreves

Leberecht Dreves (* 12. September 1816 in Hamburg; † 19. Dezember 1870 in Feldkirch (Vorarlberg)) war ein deutscher Dichterjurist.

## Leben
Leberecht Blücher Dreves kam 1816 als Sohn des Kaufmanns und Kommissionsrates Johann Karl Dreves zur Welt. Seine Mutter war Helene Margarete Dreves, geb. Niemeier, Kaufmannstochter aus dem oldenburgischen Varel; sein Großvater väterlicherseits war der Superintendent Simon Peter in Boitzenburg. Dreves Patenonkel war der Generalfeldmarschall Blücher, dessen Vor- und Nachnamen er erhielt; letzteren benutzte er im Lauf seines Lebens nicht mehr.
Dreves besuchte die Hamburger Gelehrtenschule und nahm 1836 ein juristisches Studium an der Universität Jena auf. Dort wurde er 1836 Mitglied der burschenschaftlichen Gesellschaft auf dem Burgkeller. 1838 wechselte er nach Heidelberg, promovierte dort zum Dr. jur. und ließ sich ein Jahr später als Advokat in Hamburg nieder. Von 1842 bis 1848 war er Redakteur der Neuen Hamburger Blätter.
Am 2. Februar 1846 trat Dreves anlässlich einer Reise nach Österreich in der Kapelle des päpstlichen Nuntius in Wien, Kardinal Michele Viale-Prelà, zum katholischen Glauben über. „Bei meinen Eltern und sonstigen Verwandten“, schrieb Dreves in einer gegen Ende seines Lebens publizierten Selbstbiographie, „fand meine Konversion nicht den geringsten Anstoß, ja sie hatte auf meinen Vater den Einfluß, daß dieser sich sehr für die katholische Kirche zu interessieren begann.“ Im selben Jahr erhielt Dreves eine freiwerdende Notariatsstelle in Hamburg, die er bis 1861 bekleidete.
1853 heiratete er Marie Salmin, die neunzehnjährige, katholisch getaufte Tochter des Tapezierers Gustav Alexander Salmin. 1854 kam ihr Sohn Guido Maria zur Welt, der Geistlicher und ebenfalls ein bekannter Dichter von Kirchenliedern wurde. Außerdem hatte das Ehepaar zwei Töchter. Die 1862 geborene Clara heiratete 1881 den Stadtbaumeister von Feldkirch, Seraphin Pümpel (1847–1930).
1862 ließ sich Dreves im vorarlbergischen Feldkirch nieder, wo er 1870 nach langer Krankheit verstarb.

## Lyriker
Unter dem Einfluss des Freiherrn Joseph von Eichendorff, mit dem er befreundet war, begann Dreves 1837 mit der Veröffentlichung von Gedichten. Auch Adelbert von Chamisso und Friedrich Rückert zählten zu seinen dichterischen Vorbildern. 1848 hielt sich Dreves zu einer Kur in Dresden auf und wohnte mit Eichendorff im Lincke’schen Bad. Im folgenden Jahr gab Eichendorff eine Auswahl von Dreves' Gedichten heraus.
1843 begann er, politische Lieder im Geist des Vormärz zu schreiben, die er anonym unter dem Titel Lieder eines Hanseaten erscheinen ließ und mit einem Widmungsgedicht an Ferdinand Freiligrath versah. Auch an Hölderlin richtete Dreves eine lyrische Anrufung.
Nach seiner Konversion entstanden auch zahlreiche geistliche Lieder sowie Nachdichtungen lateinischer Hymnen. Mehrere seiner Lieder wurden von Achille Millien ins Französische übersetzt. Er übersetzte seinerseits Hymnen und Schriften aus dem Kirchenlatein, hat aber auch Rohübersetzungen der Lyrik H. C. Andersens aus der Feder von Heinrich Zeise in dichterische Form gebracht.
Seine kirchengeschichtlichen Arbeiten betreffen vor allem die katholischen Gemeinden in Norddeutschland.
Zu seinen bekanntesten Werken gehört das Lied Freiheitsbüchlein („Sah ein Fürst ein Büchlein stehen...“) aus den Liedern eines Hanseaten, das als Parodie auf die vormärzliche Zensurverhältnisse nach Heinrich Werners Melodie zu Goethes Heidenröslein gesungen wurde. Auch Die Heimkehr („Müde kehrt ein Wanderer zurück...“) aus den Vigilien (dort S. 93f), gesungen auf die Melodie eines unbekannten Komponisten, fand seit 1880 weite Verbreitung als eine von Bänkelsängern vorgetragene Moritat.
Manuskripte von Leberecht Dreves bewahren u. a. die Vorarlberger Landesbibliothek und die Bayerische Staatsbibliothek in München auf.

## Werke
- Lyrische Anklänge. Pierer, Altenburg 1837
- Vigilien. Nächtliche Lieder. König, Bonn 1839 (Digitalisat)
- Der Lebensretter. Ein Lustspiel. Barthel, Halle 1841
- Dr. Gr. der Feuilletonist aus der Nr. 251 der „Hamburger Neuen Zeitung“ und meine Wenigkeit. Eine Erwiderungsschrift. Meyer’s Zeitungsladen, Hamburg 1842
- Lieder eines Hanseaten. Prinz, Wesel 1843
- Schlichte Lieder. Bödecker, Hamburg 1843
- Abhandlungen aus dem Hamburgischen Erbrechte., Bd. 1: Das heutige Recht der Erbgüter. Nobiling & Heidrich, Hamburg 1844
- Lieder der Kirche. Deutsche Nachbildungen altlateinischer Originalien. Hurter, Schaffhausen 1846
- Die Unabhängigkeit der Kirche vom Staat, Hamburg 1848
- Gedichte. Hrsg. v. Joseph Freiherr von Eichendorff. Duncker, Berlin 1849 (Digitalisat); 3. Aufl. Barthel, Halle 1870
- Geschichte der katholischen Gemeinden zu Hamburg und Altona. Ein Beitrag zur Geschichte der nordischen Missionen. Hurter, Schaffhausen 1850 (Digitalisat)
- Carmen discessuri valedictorium. Scripsit amicisque catholicis Hamburgi relinquendis dedicavit. Bassek, Hamburg 1862
- Leben des hl. Ansgar, zu dessen 1000jähriger Todesfeier. Aus dem Lateinischen des hl. Rembert übersetzt und mit erläuternden Anmerkungen und einem hymnologischen Anhang begleitet. Schöningh, Paderborn 1864
- Des hl. Bonaventura Nachtigallenlied, in deutscher, dem lateinischen Originaltexte zur Seite gestellter Nachbildung Benziger, Einsiedeln 1864
- Annuae missionis Hamburgensis a. 1589 ad 1731. Herder, Freiburg im Breisgau 1867
- Selbstbiographie in David August Rosenthal: Konvertitenbilder aus dem 19. Jahrhundert. Manz, Regensburg 1868, Bd. 1, S. 626 ff.

## Vertonungen
- Auf den Bergen die Burgen. Komposition: Wilhelm Stade, 1847
- Vor Jena. Komposition: Wilhelm Friedrich Riem. Für eine Singstimme mit Begleitung des Pianoforte. Hampe, Bremen (ca. 1850)
- Requiem („Ruh' von schmerzensreichen Mühen aus...“). Komposition: Robert Schumann, op. 90 (1850)
- Waldandacht. Komposition: Eduard Walter in ders.: Kleine Erzählungen für die junge Welt. Für Gesang mit Klavierbegleitung. Coppenrath, Regensburg (ca. 1910)
- Waldandacht. Komposition: Franz Wilhelm Abt, 1873[5]
- Gelobt seist du, Herr Jesu Christ! Komposition: Klaus Fischbach. Liedkantate, 1970
- Wenn ich ein Vöglein wär. Komposition: Wunibald Briem